# Slaget vid Köpenhamn
Slaget vid Köpenhamn (engelska: The Battle of Copenhagen, danska: Slaget på Reden) var ett sjöslag under Franska revolutionskrigen som utspelade sig den 2 april 1801 på Köpenhamns redd mellan en brittisk flotta och den dansk-norska flottan.

## Upptakt
Amiralerna Hyde Parker och Horatio Nelson seglade till Öresund med en flotta på över 50 fartyg. Den brittiska flottan, med Parker ombord på HMS London och Nelson på HMS Elephant, angrep Danmark för att tvinga landet att gå ut ur det väpnade neutralitetsförbundet.
Det hade rått oenighet beträffande vilken väg man skulle segla för att nå Köpenhamn – via Stora Bält eller Öresund; britterna hyste rädsla för att bli attackerade när de passerade Kronborg slott, såväl från danskt håll som från Helsingborg i Sverige. Slutligen beslutade sig britterna dock för att ta den kortare vägen via Öresund. De passerade så Kronborg kl. 07.00 på morgonen den 31 mars, utan att något som helst hände varken från dansk eller svensk sida.

## Slaget

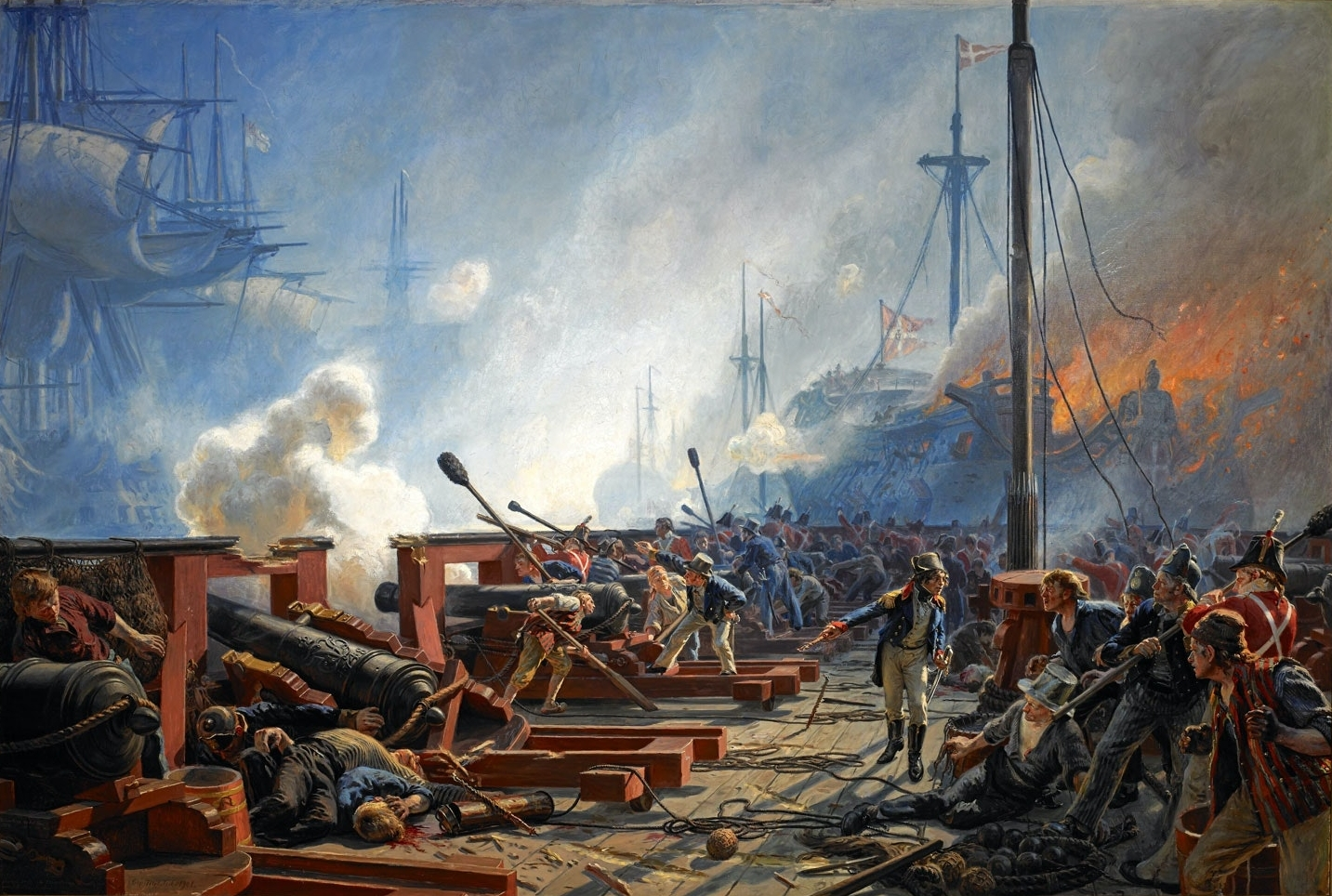
Den danska flottan försvarar sig mot det brittiska angreppet.

Nelson undersökte personligen farvattnen utanför Köpenhamn och erhöll tillstånd av Parker att anfalla på morgonen den 2 april. Tre brittiska skepp gick på grund nästan omgående och efter tre timmars strid hade ännu inget danskt skepp gett upp.
Två brittiska skepp signalerade om undsättning vilket ledde till att amiral Parker i sin tur signalerade till Nelson att upphöra med anfallet. Nelson (som var andrebefälhavare), lär då ha sagt till kaptenen på flaggskeppet: "Jag har bara ett öga så det kan tillåtas att jag är blind då och då", och han satte så kikaren till sitt högra blinda öga, sade "Jag kan verkligen inte se signalen!", och fortsatte anfallet till dess att den danska flottan var helt besegrad.

## Förluster
Förlusterna i slaget vid Köpenhamn var, enligt den samtida brittiske historikern William James i hans stora verk The Naval History of Great Britain från 1837:
- Danmark: 1 600-1 800 döda och sårade
- Storbritannien: 350 döda, 850 sårade
- Dessutom tillfångatogs cirka 2 000 danskar[2]

Trots sin överlägsenhet vann britterna ingen avgörande seger, men den dansk-norske prinsregenten gick med på att träda ur förbundet.